# Baseball en France
Le baseball en France est géré par la Fédération française de baseball et softball, fondée en octobre 1924. Le premier match disputé sur le sol français remonte au 8 mars 1889 dans le cadre de la tournée mondiale d'Albert Spalding tandis qu'un premier championnat voit le jour avant la Première Guerre mondiale. Malgré ces racines anciennes, le baseball est perçu dans l'Hexagone comme une discipline exotique à l'image américaine. Les médias français ne lui accordent que très peu d'espace.
Reconnu sport de haut niveau par le Ministère des sports, le baseball profite pleinement des structures caractéristiques du sport français, DTN et pôles de haut niveau au premier chef. Cette politique axée sur la formation a porté ses fruits avec des premiers résultats encourageants, tels que la 11e place de l'Équipe de France junior au Championnat du monde en 2010 avec une première victoire française internationale et la signature de quatre français avec des organisations professionnelles des Ligues majeures entre 2007 et 2012: Joris Bert , Frédéric Hanvi , Andy Paz et Alexandre Roy.
L'Équipe de France senior reste en retrait par rapport aux deux nations fortes européennes: l'Italie et les Pays-Bas. Même situation en club, mais les Huskies de Rouen ont montré qu'il était possible de bousculer la hiérarchie européenne en atteignant en 2007 la finale de la Coupe d'Europe de baseball puis le Final 4 en 2012.

## Organisation

### Fédération
Le baseball est géré en France par la Fédération française de baseball et softball, fondée en octobre 1924 et présidée par Didier Séminet depuis 2010. La FFBS ( Federation Française de baseball softbal) regroupe 12300 licenciés pour 200 clubs en 2015. En 2015, 215 clubs participent aux compétitions.

### Équipe de France
L'Équipe de France de baseball représente la France dans les compétitions internationales. Elle compte à son palmarès une médaille de bronze au Championnat d'Europe de baseball de 1999.
Reconnu comme sport de haut niveau par le Ministère des sports, le baseball dispose d'un pôle France Toulouse, trois Pôles Espoir à Talence, Montpellier et Rouen. Le softball dispose lui d'un Pôle France à Boulouris.
Résultats notables des Équipes de France jeunes : 
- Équipe de France U21 (-21 ans): Championne d'Europe en 2012[7], vice-championne d'Europe 2010[8].
- Équipe de France U18 (-18 ans): Vice-championne d'Europe 2006, 3e du Championnat d'Europe 2009[9], 11e du Championnat du monde junior 2010[10](signant la première victoire internationale d'une équipe de France de baseball toutes catégories confondues).

### Compétitions nationales masculines
Pour les clubs, le championnat de France se déroule depuis 1926, avec interruption pendant la Seconde Guerre mondiale. Aujourd'hui, les principales compétitions sont le Championnat de France de Division 1 et le Challenge de France.

#### Championnat de France
Jusqu'à la saison 2018, les championnats séniors comprennent cinq niveaux, dont 3 nationaux : 
- Division 1, réunissant les huit meilleures formations,
- Division 2, réunissant les 6 suivantes,
- Nationale 1, composé de 4 groupes de 5 équipes en,

et 2 régionaux :
- Division d'Honneur, niveau présent dans 16 régions disposent,
- Promotions d'Honneur, niveau présent dans 5 régions en 2011.

Les meilleures équipes régionales (Division d'Honneur) disputent en fin de saison régulière une compétition appelée Nationale 2 qui consiste en des play-offs d'accession à la Nationale 1 disputés par les meilleures équipes des championnats régionaux.
À partir de la saison 2019, la Nationale 1 est supprimée. En compensation, le championnat de Division 2 est renforcé, passant de 8 à 16 équipes. Les barrages entre les meilleures formations des championnats régionaux constituent désormais la nouvelle Division 3.
Ces épreuves impliquent un total de 153 équipes (dont 47 équipes réserves), représentant 106 clubs.
| Période     | Niveau I                | Niveau II               | Niveau III                      | Niveau IV                           | Niveau V            |
| ----------- | ----------------------- | ----------------------- | ------------------------------- | ----------------------------------- | ------------------- |
| ?-2018      | Division 1 (8 équipes)  | Division 2 (6 équipes)  | Nationale 1 (20 équipes)        | DH puis Nationale 2 (20-24 équipes) | Promotion d'Honneur |
| Depuis 2019 | Division 1 (12 équipes) | Division 2 (20 équipes) | DH puis Division 3 (12 équipes) | Promotion d'Honneur                 |                     |

##### Challenge de France
Le Challenge de France est une épreuve se tenant sur quatre jours réunissant les équipes évoluant en Division 1, assimilable à une coupe réservée à l'élite (Coupe de la "Ligue").

### Championnat de France scolaire
Le baseball est également pratiqué en scolaire avec un championnat de France UNSS. En 2008, plus de 50 établissements scolaires ont pris part à ces compétitions dont les finales se tiennent en juin.

## Histoire

### Des origines à 1914: des rêves pleins la tête
La première tournée Spalding qui passe en 1874 par l'Angleterre et l'Irlande devait également se produire à Paris mais le match programmé est annulé. Le premier match de baseball joué sur le sol français a finalement lieu le 8 mars 1889 à l'occasion de l'exposition internationale, dans le cadre du Spalding World Tour, au Parc Aérostatique de Paris devant 1500 spectateurs. Il s'agit d'un match entre une sélection des joueurs de la Ligue nationale et le club des Chicago White Stockings. Albert Spalding fait de Paris son objectif prioritaire car ce marché lui apparait le plus prometteur.
Le Los Angeles Times consacre le 17 mai 1908 un article au développement du baseball en France. Les Américains de Paris mais aussi des joueurs français pratiquent en effet dès la dernière décennie du XIXe siècle. Dans la foulée du match du 8 mars 1889, les principaux clubs clubs scolaires parisiens se dotent de section de thèque ou de baseball. Selon les recherches en cours de Patrick Tugault, l'Association athlétique du Lycée Janson-de-Sailly semble être pionnière (1890) avant l'École alsacienne, le Lycée Saint-Louis et le Lycée Hoche (1891). Le Stade français (1893) puis le Racing Club de France (1897) suivent le mouvement tout comme les établissements parisiens anglo-saxons : Anglo American AC (1897) et Anglo-Saxon School AC (1898), par exemple).

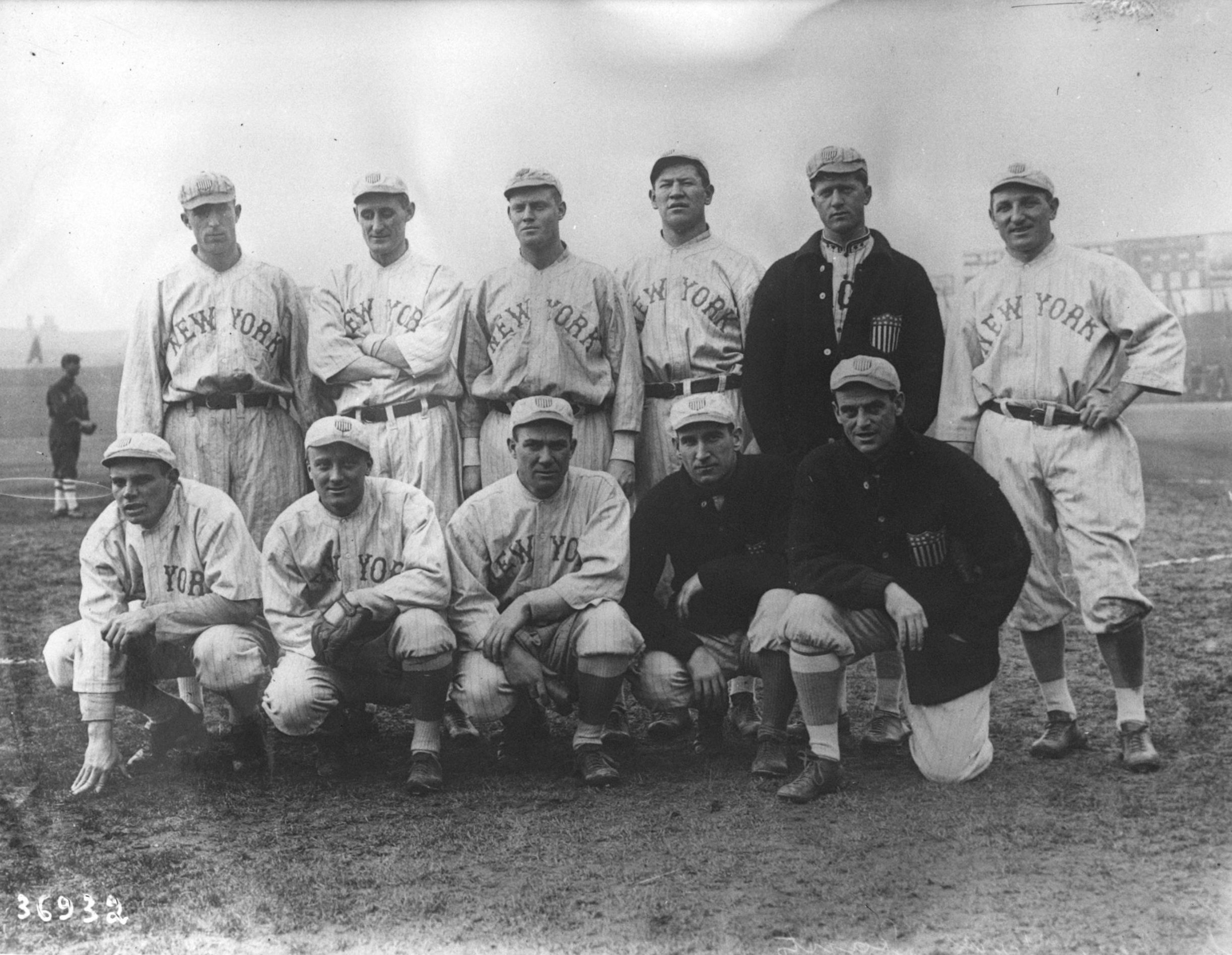
Les NY Giants à Paris en 1914

L'industriel Émile Dubonnet devient fan de baseball en 1911. Enthousiaste sur l'avenir de la discipline dans l'Hexagone, il aide en 1913 au financement du premier championnat national. La poule parisienne s'appuie sur le championnat de la Paris Baseball Association, présidée par l'Américain Frank B. Ellis, tandis qu'un groupe provincial se met en place. À Paris, les principaux clubs sont le Ranelagh BBC (Bagatelle), Spalding AC (Vésinet), Paris Team (étudiants américains de Paris), A.A. (Lycée Condorcet) et le Racing Club de France. En province, citons le Rugby nantais, l'Olympique seynois, l'Évreux  AC, l'US Berry (Bourges) et l'AS Mâcon.
En 1914, l'année s'ouvre avec le passage à Nice puis à Paris de la tournée mondiale des Chicago White Sox et des New York Giants. Le 13 février, Chicago s'impose 10-9 à Nice au terme d'un bon match. Après plusieurs jours de pluie, le match parisien se tient finalement malgré de mauvaises conditions météorologiques.
La France se dote de nombreux terrains et le baseball commence à attirer les foules. 3000 spectateurs sont ainsi recensés pour un simple match de championnat au Vésinet. Spalding, qui soutient également la jeune ligue française, est enchanté par cette évolution et déclare que « le prochain pays du baseball sera la France ». Le déclenchement de la Première Guerre mondiale met sèchement fin à ces espoirs.

### 1914-1945: d'une guerre à l'autre
Pendant la Première Guerre mondiale, les soldats canadiens sont les premiers à pratiquer le baseball durant leurs temps libres sur le front français. Les canadiens initient de nombreux soldats britanniques et français, qui sont qualifiés de « pratiquants enthousiastes » par le New York Times en 1915. Arrivés en 1918, les Américains multiplient les rencontres. Ainsi, le 4 juillet 1918, près de 20 000 spectateurs assistent à Rouen à un match entre soldats américains. De nombreux joueurs de Ligue majeure sont alors présents dans l'armée américaine et sur le terrain.
À la fin de la guerre, le baseball entre à l'Université, notamment à Paris, Toulouse, Lyon, Nice et Dijon tandis que les battes sont désormais produites localement. Christy Mathewson qui est stationné en France est très réservé sur le niveau des joueurs français déclarant en 1919 au Washington Post qu'ils ont plus peur d'une balle de baseball que d'une grenade allemande. John McGraw est en revanche plus optimiste.
En 1920, le Standard AC remporte le championnat de Paris organisé par la Ligue parisienne de baseball. L'année suivante, la Ligue nationale de baseball est fondée. Présidée par Gaston François, elle regroupe la Ligue de Paris et celle du Nord. Ses objectifs sont de vulgariser la pratique en France, de doter Paris d'installations pour pratiquer ce sport et obtenir la reconnaissance du Comité olympique.
À l'occasion des Jeux olympiques d'été à Paris en 1924, un match d'exhibition se tient le 18 juillet entre une formation nommée All Stars USA et le Ranelagh BBC. Les Américains s'imposent 5-0. À la fin de l'été, le 31 août, un match pompeusement baptisé European World Series, oppose au Stade Élisabeth de Paris, des sélections de joueurs parisiens et londoniens. Les Paris All Stars gagnent par 15 à 8 sur les London American après s'être déjà imposé à Londres pour le match aller quelques jours plus tôt.
En novembre 1924, deux formations de la Ligue majeure de baseball s'affrontent en match amical à Paris : New York Giants et Boston Red Sox devant 4000 spectateurs. Dans la foulée de cette rencontre, la Fédération française de baseball et de thèque est créée. Frantz Reichel en est le président tandis que John McGraw et Charles Comiskey sont nommés vice-présidents d'honneur. Les motivations de Reichel restent mystérieuses. Officiellement, il « organise » le baseball en France ; officieusement, il le musèle. Deux faits illustrent cette situation. Reichel ne reconnaît pas la primauté américaine sur la discipline et met surtout en avant la thèque, mais aussi, et surtout, la France, et toute l'Europe, ne recevront plus les tournées américaines de Ligue majeure. Deux formations effectuent pourtant le voyage en Europe en 1926, mais personne ne souhaite les voir jouer, à Paris ou à Londres. Cette dernière tournée américaine en Europe se contentera de matches en Irlande. En fait, Reichel est l'une des figures de proue de la lutte contre le professionnalisme et il a peur que le baseball ne connaisse cette évolution sur le Vieux Continent. 1924 marque en effet un tournant à ce niveau avec l'adoption du professionnalisme par le football autrichien ; une première en Europe continentale pour un sport collectif.
La fédération met en place un championnat de France en 1926 qui incorpore quelques clubs de la Ligue parisienne de baseball tel le Sporting Bedford Eco, Champion de Paris en 1923. L'AS Transport enlève le premier titre national le 22 août 1926 en s'imposant 15-10 en finale à Colombes face au Ranelagh BBC.
Initiée au jeu pendant la guerre, l'armée française poursuit sa pratique durant les années 1920 et pense même un temps l'adopter comme sport officiel de formation des soldats. Cette idée est abandonnée dès les années 1930.
En 1929, l'équipe de France fait ses débuts face à son homologue espagnole. Les Français s'imposent 10-6 à Barcelone à l'occasion de cette première sortie. Dans les années 1930, l'opposition France-Pays-Bas devient un classique. Les Néerlandais remportent la première opposition à Paris 9-5, puis s'imposent encore à Amsterdam. Les Français enlèvent leur première victoire lors du troisième match, à Paris, 5-4. Un tournoi à trois avec la Belgique se met en place à la fin des années 1930.

### 1945-1980: échec du redécollage
La Seconde Guerre mondiale marque un sévère coup d'arrêt pour la discipline en France. Elle est tout simplement abandonnée. Ce n'est pas le cas aux Pays-Bas. À la Libération, le baseball français est en ruine. Les soldats américains réintroduisent la discipline et multiplient les rencontres, jusque dans les villes moyennes (Auxerre, Compiègne, etc). Les Blackcats de la 33e division est la plus fameuse formation de l'été 1945. Elle aligne, il est vrai, quelques joueurs de Ligue majeure tels Dave Koslo, lanceur des New York Giants, et Merv Connors, première base des Chicago White Sox. Ils comptent 30 victoires pour 4 défaites.
Reims accueille les ETO World Series en 1945 mettant aux prises les meilleures équipes militaires américaines.
L'équipe de France retrouve des couleurs quand, contre toute attente, et malgré des tenues peu adaptées à la pratique du baseball (un joueur en short, un autre en combinaison d'aviateur, par exemple), elle bat une sélection de l'armée américaine 5-3. En guise de casque, les Français utilisent des casques de mineurs ou des casques de combat.
Président de la Fédération depuis 1931, Georges Bruni est très proche des thèses de Reichel, mais il est un authentique fan du jeu. Son action reste limitée jusqu'en 1945, date de son remplacement par Thierry Blanchard (1945-1955). C'est sous l'autorité de ce dernier que la Confédération européenne de baseball voit le jour à Paris le 27 avril 1953. La France parvient même à imposer l'utilisation exclusive d'un vocabulaire français à l'ensemble de l'Europe. Ceci ne dure pas longtemps. En échange, les postes de président, de vice-président et de secrétaire sont laissés à des italiens, espagnols et belges.
Entre 1944 et les années 1950, un solide noyau se développe en Tunisie, alors encore sous autorité française. Les Américains sont à l'origine de ce mouvement tandis que la Ligue tunisienne active depuis 1920 est principalement l'œuvre de Marcel Cohen. Les premiers matches entre l'équipe de France et la sélection de Tunisie sont favorables aux joueurs africains (11-5 en 1949). L'équipe de France de 1955 qui participe au championnat d'Europe comprend nombre de ces joueurs tunisiens. Malgré ce renfort, la France signe quatre défaites pour aucun succès dans cette compétition. Ces médiocres résultats restent la norme jusque dans les années 1980. Entre 1955 et 1983, l'équipe de France ne compte que 2 victoires pour 39 défaites en championnat d'Europe.
Les bases principalement américaines de l'OTAN constituent l'un des vecteurs principaux de la diffusion du jeu en France jusqu'en 1967. Elles comptent des équipes très solides mais aussi des formations de jeunes (Junior Baseball) formées par les enfants des militaires stationnés en France; Citons les Paris Pirates, les Paris Indians (qui jouaient au Camp des Loges à Saint-Germain-en-Laye), les Orléans Trojans, les Chateauroux Sabres, les Poitiers Panthers et les Verdun Falcons, notamment.

### Depuis 1980

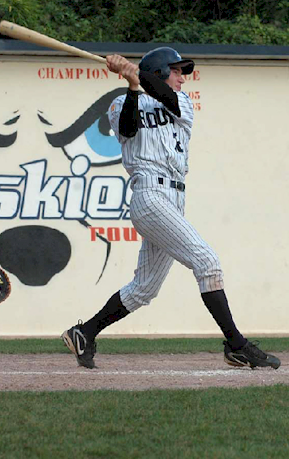
Joris Bert sous le maillot de Rouen
(Crédit photo : FFBS)

Seulement 21 clubs sont actifs en France en 1976. En dix ans, on passe à plus de 170 clubs et en 1989, la France accueille la 21e édition du championnat d'Europe de baseball. Pour l'occasion, un terrain aux normes internationales est construit dans le bois de Vincennes. Selon un recensement effectué par la Confédération européenne de baseball, la France compte en 2006 153 terrains dont 13 aux normes internationales, 30 terrains entièrement destinés au baseball et 110 autres terrains. La France avait l'opportunité de profiter de l'organisation à Paris d'un groupe de la Coupe du monde 2009 pour s'équiper, mais la Fédération préfère renoncer à organiser ces rencontres, faute de stades et d'engagement des partenaires, la Fédération internationale de baseball au premier chef.
Le caractère purement amateur du baseball français appartient désormais au passé. Joueurs et entraineurs étrangers peuvent en effet désormais espérer gagner quelques milliers d'euros par mois en jouant dans des clubs français. Les cas sont encore rares, mais ils existent dès les années 1990. Ainsi, le Canadien Steve Scagnetti reçoit un salaire mensuel de 2 500 dollars lors de son passage chez les Lions de Savigny-sur-Orge. Le meilleur joueur évoluant en France durant les années 1990 est le canadien Jeff Zimmerman qui profite du faible niveau de l'opposition pour mettre au point ses lancers. Il est très critique sur le niveau du jeu du championnat de France, qu'il évalue au même niveau que les junior colleges aux États-Unis. Zimmerman joue ensuite en Ligue majeure de 1999 à 2001 et compte une sélection All-Star (1999).
Le départ du jeune champ centre des Huskies de Rouen, Joris Bert, dans les clubs écoles des Dodgers de Los Angeles en 2007 confirme l'efficacité de la politique de formation mise en place avec le soutien du Ministère des sports et de la MLB. La Ligue majeure américaine organise d'ailleurs des stages d'entraînement en France afin d'observer l'évolution des jeunes joueurs français et orienter les meilleurs vers les États-Unis. Quelques mois après Joris Bert, le jeune Frédéric Hanvi est recruté par l'organisation des Minnesota Twins. En janvier 2011, le Franco-Cubain Andy Paz-Garriga signe chez les Athletics d'Oakland.
Au début des années 1990, le nombre des licenciés atteint un plafond : 11 165 en 1992. Le reflux est significatif durant les années 2000 (5750 en 2006) malgré un léger mieux en fin de décennie (près de 9000 licenciés en 2007, en y incluant les pratiquants du softball).
Le 16 juin 2007, les Huskies de Rouen prennent part à la finale de la Coupe d'Europe. Cette grande première pour un club français se solde par une défaite 3-1 face aux Néerlandais de Kinheim. Deux ans plus tard, Rouen parvient à s'imposer en match de poules face aux Champions des Pays-Bas, les Amsterdam Pirates (8-5 en 6 manches, match interrompu par la pluie). Il s'agit de la première victoire française en Coupe d'Europe face à un club néerlandais.
En 2012 les Huskies de Rouen se qualifient de nouveau pour le Final 4 européen, mais s'inclinent en demi-finale contre les Italiens de Bologne. La même année Alexandre Roy devient le 4e français à signer un contrat professionnel avec une franchise de la Ligue majeure de baseball, les Seattle Mariners,.
Toujours en 2012 la France remporte le Championnat d'Europe des - de 21 ans, le premier titre européen de la Fédération depuis sa création, et l’Équipe de France Senior participe au Tour de qualification pour la Classique mondiale de baseball, nouvelle compétition internationale de référence.

## Médias
L'espace médiatique accordé au baseball reste très limité en France. Le quotidien sportif L'Équipe donne chaque lundi les résultats du championnat de France et consacre quelques brèves à l'occasion de la saison de la MLB. Même situation à la télévision. Canal+ diffusa un all-star game à la fin des années 1980 puis TV Sport proposa régulièrement durant trois saisons au début des années 1990 des rencontres de la MLB.
La chaine de télévision paneuropéenne NASN (rebaptisée ESPN America en février 2009) a été diffusée en France entre septembre 2006 et juillet 2013 via les bouquets Canalsat et Numericable. Elle diffuse en version originale plus de 200 matches en direct et nombre d'autres en différé tout au long de la saison de la MLB.
Sur internet, Stadeo.tv propose depuis 2006 la diffusion de rencontres françaises (finales du championnat et challenge de France, notamment) et européennes.